# Маклис, Дэниел
Дэниел Маклайз или Маклис (англ. Daniel Maclise, 1806 — 1870) — ирландский и английский художник-портретист, представитель  викторианского академизма, мастер исторического жанра, карикатурист и книжный иллюстратор.

## Биография
Родился в Корке в семье сапожника. Учился в местной Школе искусств. В 1827 году отправился обучаться в Лондон, где успешно поступил в Школу искусств (училище) при Королевской Академии, на выставках которой регулярно участвовал с 1829 года. В 1835 году Маклайзом было принято членство Королевской Академии, а грянувший 1840 год, для художника, ознаменовался присуждением почётного звания академика. В 1866 году живописец отклонил предложение на президентство Королевской Академии художеств. Умер в Лондоне 25 апреля 1870 года от пневмонии.

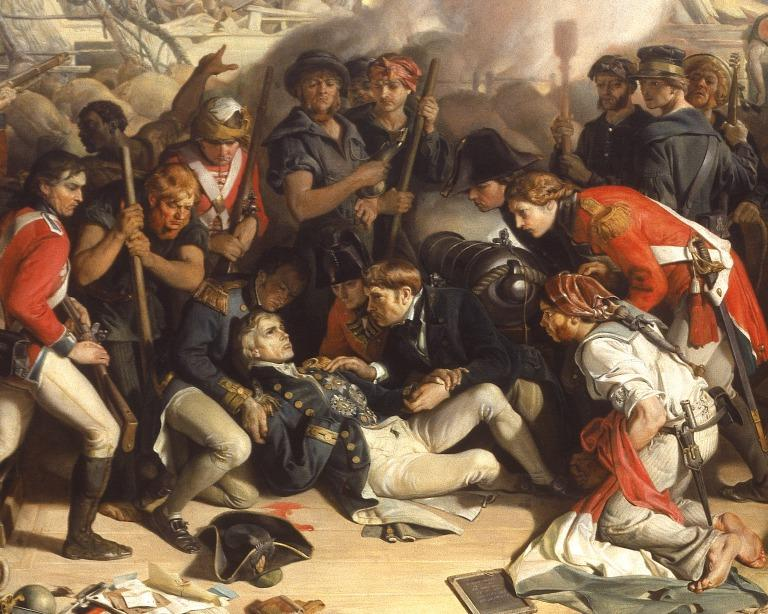
Дэниел Маклайз. Фрагмент росписи «Смерть Нельсона при Трафальгаре»

### Основное творчество
Поначалу творческой карьеры, Маклайз выдвигался как портретист, однако вскоре приобрёл весомую репутацию на поприще больших жанровых полотен на обширные исторические и литературные тематические сюжеты. Художник принадлежал к творческому поколению, предшествующему направлению прерафаэлитов, но весьма одобрял и разделял с ними некоторые идеи. Такие его полотна, как «Рождество в замке барона» (1838), «Сцена из "Двенадцатой ночи"» (1840), «Сцена из „Ундины“» (1843), «Дух рыцарства» (1847), «Король Кофетуа и нищенка», а также «Магдалина после молитвы» как стилистически, так и тематически перекликается с творчеством членов Братства прерафаэлитов. В 1857 году принял заказ, наряду с Миллесом, Хантом и Россетти на совместное участие в иллюстрировании поэм Теннисона (изд. Моксона).
В 1858 году Маклайзу было поручено выполнить две фресковые росписи в Палате Лордов на темы недавней истории: «Встреча Веллингтона и Блюхера при Ватерлоо» и «Смерть Нельсона». Выполненные в исключительно оригинальной технике жидкого стекла, росписи Палаты плохо сохранились, как можно судить по сохранившемуся эскизу.
На протяжении творческой жизни, Маклайз выполнял также портреты именитых заказчиков, писал своих друзей. Наиболее выдающимся примером в этом жанре является замечательный «Портрет Чарльза Диккенса» (1839), с которым художник водил близкую дружбу.
Некоторые работы художника принадлежат к викторианской сказочной живописи.

## Список основных работ
- «Фавн и Фурии» (1834)
- «Рождество в замке барона» (1838)
- «Присцилла Гордон в роли Ариэля» (1838—1839); Феррара, Палаццо деи Диаманти
- «Портрет Чарльза Диккенса» (1839)
- «Сцена из „Двенадцатой ночи“» (1840)
- «Сцена из „Ундины“» (1843)
- «Дух рыцарства» (1847)
- «Король Кофетуа и нищенка»
- «Магдалина после молитвы»
- «Пётр I в Дептфорде в 1698 году» (1857)
- «Встреча Веллингтона и Блюхера при Ватерлоо» (1861)
- «Смерть Нельсона» (1859—1864); Ливерпуль, Национальный музей
- «Макреди в роли Вернера» (1849—1850); Лондон, Музей Виктории и Альберта
- «Брак Стронгбоу и Аиофы»; Дублин, Национальная галерея Ирландии

## Источник
Мосин И. Г. 11000 шедевров 1000 мастеров классической живописи. — М.: ЭКСМО, 2007. — 1008 с. — ISBN 5-699-16336-0, 978-5-699-16336-6.